# Sekwester (recht)

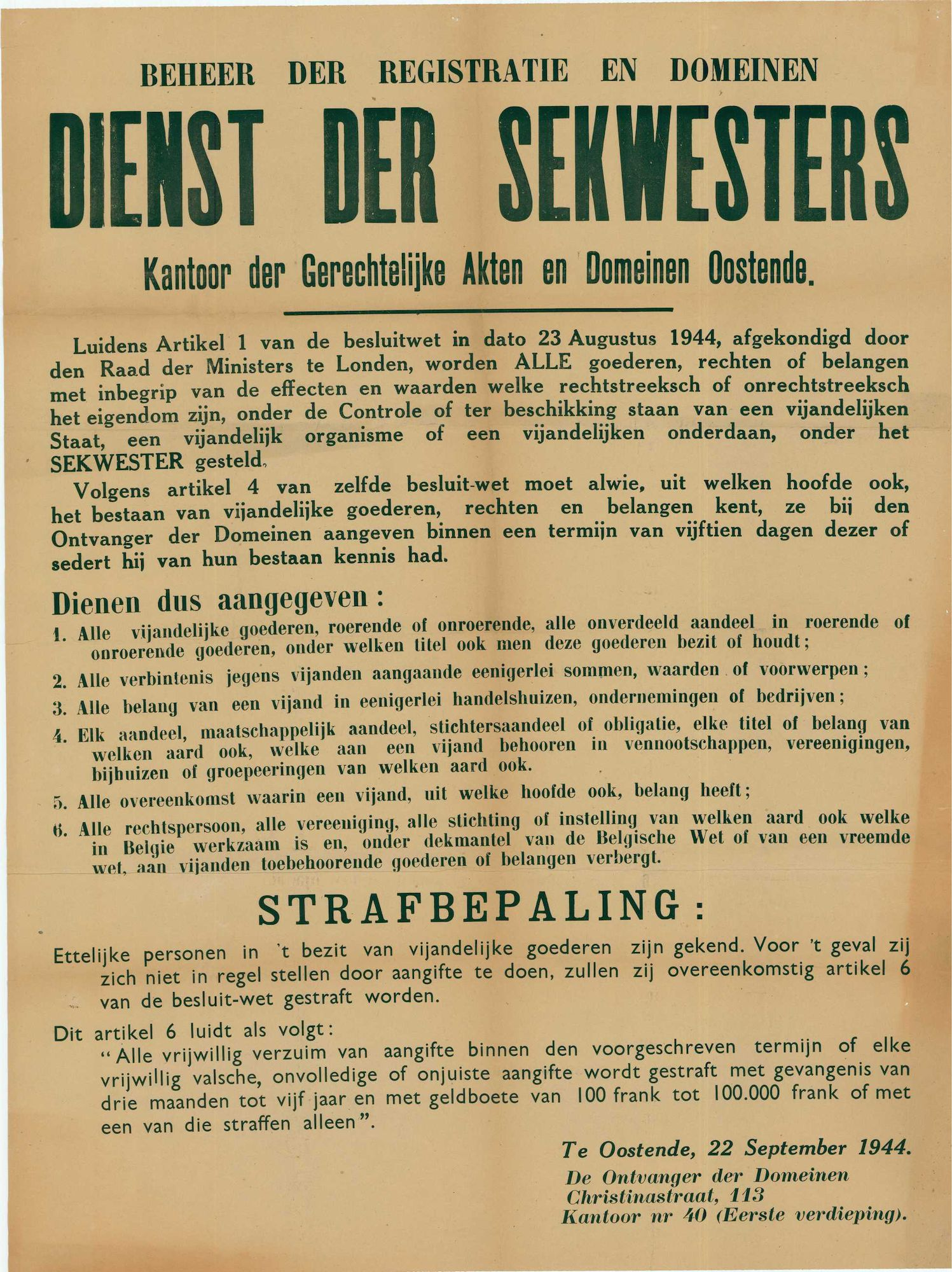
Dienst der sekwesters in Oostende, 1944.

In het recht, slaat het begrip sekwester (uit het Latijn: sequestrare: in bewaring geven, scheiden, verwijderen) op het in bewaring nemen van bezit van derden. Ook de term sekwestratie wordt in dit verband gebruikt.

## België
Artikel 1956 van het Belgisch Oud Burgerlijk Wetboek (oud BW) omschrijft een sekwester als "de bewaargeving, door een of meer personen, van een zaak waarover geschil bestaat, in handen van een derde, die zich verbindt de zaak, nadat het geschil zal zijn uitgemaakt, terug te geven aan degene aan wie zij krachtens de beslissing zal toekomen".
De sekwester is de persoon aan wie een goed wordt toevertrouwd of die een goed bewaart bij een geschil tussen twee partijen. Dit kan in een contract bedongen of gerechtelijk opgelegd zijn geweest.
Sekwester wordt dus gebruikt om de bewaargeving van het goed zelf aan te duiden, 'onder sekwester', maar ook om de persoon aan te duiden die het goed tijdelijk beheert.
De Dienst van het Sekwester werd bij besluitwet van 23 augustus 1944 opgericht als openbare instelling om de vijandelijke bezittingen in bewaring te nemen na de Duitse bezetting van België. In 1959 werd de dienst opgeheven.